# Woodiphora grandipalpis
Woodiphora grandipalpis är en tvåvingeart som beskrevs av Liu 2001. Woodiphora grandipalpis ingår i släktet Woodiphora och familjen puckelflugor. Inga underarter finns listade i Catalogue of Life.